# Джанфранко Пандольфіні
Джанфранко Пандольфіні (італ. Gianfranco Pandolfini, 16 лютого 1920 — 3 січня 1997) — італійський плавець і ватерполіст. Брат італійського ватерполіста, олімпійського чемпіона 1948 року Тулліо Пандольфіні.
Олімпійський чемпіон 1948 року.